# Le Boullay-Mivoye

Le Boullay-Mivoye este o comună în departamentul Eure-et-Loir, Franța. În 1 ianuarie 2022 avea o populație de 529 de locuitori.